# Raffaele Monaco La Valletta
Rafael Monaco La Valletta (L'Aquila, 23 de febrero de 1827 - Agerola, 14 de julio de 1896) fue un cardenal italiano de la Iglesia católica. Se desempeñó como secretario de la Sagrada Congregación del Santo Oficio.

## Formación
Nacido en L'Aquila, pertenecía a una familia de Chieti. Fue educado en el Collegio Romano, donde obtuvo un doctorado en teología. Continuó sus estudios en la Universidad La Sapienza, en Roma, donde obtuvo un doctorado utriusque iuris (tanto en derecho canónico como civil). Finalizó sus estudios en la Academia Pontificia Eclesiástica en 1846.

## Sacerdocio
Fue ordenado sacerdote en 1849. Fue creado protonotario apostólico supernumerario en 1858 y, desde 1859, trabajó como proasesor del Santo Oficio.

## Cardenalato
Fue proclamado cardenal por el papa Pío IX en el consistorio del 13 de marzo de 1868, en el que también recibió el cargo de cardenal presbítero con el título de Santa Cruz en Jerusalén. Como cardenal participó en el Concilio Vaticano I desde 1869 hasta 1870.
A la muerte de Pío IX en febrero de 1878, participó en el cónclave celebrado el mismo año, del que salió elegido papa el cardenal camarlengo Vicente Pecci, que eligió el nombre de León XIII.

## Episcopado
Fue proclamado arzobispo titular de Eraclea el 9 de enero de 1874 por el papa Pío IX. Este último le otorgó el título de vicario general de Roma el 21 de diciembre de 1876.
El cardenal La Valletta ordenó sacerdotes a dos futuros papas: Giacomo della Chiesa (más tarde, Benedicto XV) el 21 de diciembre de 1878, y Achille Ratti (que sucedió a Benedicto XV con el nombre de Pío XI) el 20 de diciembre de 1879.
En 1880 fue nombrado camarlengo del Colegio Cardenalicio por León XIII. Desde el 12 de febrero de 1884 sirvió como penitenciario mayor, dispensando indulgencias hasta su muerte. También se desempeñó como secretario de la Congregación del Santo Oficio, custodiando la ortodoxia de la doctrina de la Iglesia desde 1884.
Fue elegido cardenal obispo de la sede suburbicaria de Albano el 24 de marzo de 1884. Cinco años después, en mayo de 1889, recibió el obispado de la sede suburbicaria de Ostia y, también, el título de decano del Colegio Cardenalicio. Falleció en Agerola en 1896, su cuerpo fue trasladado a Roma, donde tras celebrarse su funeral en la Basílica de San Andrés del Valle, fue sepultado en el Cementerio comunal monumental Campo Verano.